# Нормански език
Норманският език (Normaund) е галоромански език, говорен от около 100 хиляди души в Нормандия и на Нормандските острови.
Формира се през X век като език на норманите, етническа група, формирала се при заселването на викинги сред местното романоезично население. Норманският език е романски, със съвсем ограничено германско влияние, като понякога е разглеждан като диалект на френския. През Средновековието езикът е пренесен от норманите и в завоюваните от тях територии в Средиземноморието и в Англия, където неговият англонормански диалект се използва широко в продължение на столетия.